# Croix-des-Missions
Croix-des-Missions este o comună din arondismentul Arondismentul Port-au-Prince, departamentul Ouest, Haiti, cu o suprafață de  km2 și o populație de 19.466 locuitori (2009).